# Байбурин, Альберт Кашфуллович
Альбе́рт Кашфу́ллович Байбу́рин (род. 5 сентября 1947, Ейск, Краснодарский край) — советский и российский фольклорист, этнограф и антрополог. Доктор исторических наук, профессор факультета антропологии Европейского университета в Санкт-Петербурге, ведущий научный сотрудник Музея антропологии и этнографии РАН (Кунсткамера), почётный доктор Сорбонны (2004), главный редактор журнала «Антропологический форум».

## Биография
В 1972 году окончил историко-филологический факультет Тартуского государственного университета. В 1975 году окончил аспирантуру Института этнографии АН СССР и через год защитил кандидатскую диссертацию «Русские народные обряды, связанные со строительством жилища». В 1995 году защитил докторскую диссертацию «Семиотические аспекты функционирования традиционной культуры восточных славян».
Автор нескольких книг и более 150 научных публикаций в области этнографии, фольклора и семиотики.

## Некоторые работы
- Байбурин А. К. Жилище в обрядах и представлениях восточных славян. Л., 1983.
  - Байбурин А. К. Жилище в обрядах и представлениях восточных славян. — Изд. 2-е, испр. — М.: Языки славянской культуры, 2005. — 224 с. — (Studia philologica. Series minor). — 1000 экз. — ISBN 5-9551-0001-6. (в пер.)
- Этнические стереотипы поведения. Л., 1985 (редактор)
- Байбурин А. К., Топорков А. Л. У истоков этикета: Этнографические очерки / Отв. ред. д-р ист. наук Б. Н. Путилов; Рецензенты: канд. филол. наук Н. Б. Вахтин, д-р ист. наук А. Д. Дридзо; Академия наук СССР. — Л.: Наука. Ленингр. отд-ние, 1990. — 168 с. — (Из истории мировой культуры). — 50 000 экз. — ISBN 5-02-027259-0. (фр. перевод Clermont-Ferrand, 2005)
- Этнические стереотипы мужского и женского поведения. Л., 1991 (совм. с И. С. Коном)
- Байбурин А. К. Ритуал в традиционной культуре. СПб., 1993
- Байбурин А. К., Беловинский Л. В., Конт Ф. Полузабытые слова и значения: словарь русской культуры XVIII—XIX вв. СПб.—М., 2004
- Байбурин А. К. Советский паспорт: история-структура-практики. — Автономная некоммерческая образовательная организация высшего образования «Европейский университет в Санкт-Петербурге», 2017.
  - Baiburin A. The Soviet Passport: The History, Nature and Uses of the Internal Passport in the USSR. — John Wiley & Sons, 2021.